# Léon-Eugène Longepied
Léon-Eugène Longepied bzw. Léon Eugène Longepied (* 10. August 1849 in Paris; † 13. Oktober 1888 ebenda) war ein französischer Bildhauer.

## Leben
Longepied war ein Sohn des Industriellen Amable Alexis Longepied (1822–1889). Seine Mutter Sophie Marielouise Varin (1825–1906) und A. A. Longepied heirateten erst am 20. September 1851.
Schon sein Hauslehrer erkannte Longepieds künstlerisches Potential und riet ihm, an der École des Beaux-Arts zu studieren. Meistenteils wurde er dort von Pierre-Jules Cavelier, Jules Coutan und Mathurin Moreau unterrichtet. Durch seine Lehrer empfohlen, wurde Longepied 1870 erstmals von der Société des Artistes Français (SAF) eingeladen, an deren großen Jahresausstellung (Salon des Artistes Français) mitzuwirken. Ab diesem Jahr war Longepied regelmäßig in diesen Ausstellungen zu sehen.
1870/1871 nahm Longepied am Deutsch-Französischen Krieg teil und half u. a. im Rang eines „Capitain“ mit, Paris zu verteidigen.
Mit 39 Jahren starb Longepied 1888 in Paris und fand seine letzte Ruhestätte auf dem Cimetière Montparnasse. Der Bildhauer Jean-Baptiste Champeil (1866–1913) schuf eine Statue für Longepieds Grabmal: „La sculpture“, eine Allegorie dargestellt durch eine trauernde junge Frau.

## Ehrungen
- 1880: Medaille 3. Klasse (SAF) für Ange debout
- 1882: Medaille 1. Klasse (SAF) für Pêcheur ramenant dans ses filets la tête d’Orphée
- 24. Juli 1887: Ritter der Ehrenlegion

## Werke (Auswahl)
- 1882: Marmorstatue Pêcheur ramenant dans ses filets la tête d’Orphée
- 1883: Marmorbüste von Henri Labrouste
- 1883: Marmorbüste von Caroline Branchu
- 1884: Marmorbüste von Antoine Bussy
- 1887: Denkmal für Docteur Forgemol in Tournan-en-Brie (Département Seine-et-Marne)
- 1887: Kriegerdenkmal Monument aux morts de la guerre de 1870 in Provins (Département Seine-et-Marne)[1]
- 1888: Denkmal für Georges Danton in Arcis-sur-Aube (Département Aube)[2]